# ATP Challenger Lucknow
Der ATP Challenger Lucknow (offiziell: Lucknow Challenger) war ein Tennisturnier, das 1999 zweimal in Lucknow, Indien, stattfand. Es gehörte zur ATP Challenger Tour und wurde im Freien auf Rasen gespielt.

## Liste der Sieger

### Einzel
| Jahr     | Sieger        | Finalgegner   | Ergebnis |
| -------- | ------------- | ------------- | -------- |
| 1999 (2) | Leander Paes  | Mosè Navarra  | 7:6, 7:6 |
| 1999 (1) | Tuomas Ketola | Jamie Delgado | 6:3, 6:4 |

### Doppel
| Jahr     | Sieger                             | Finalgegner                       | Ergebnis      |
| -------- | ---------------------------------- | --------------------------------- | ------------- |
| 1999 (2) | Kristian Pless Paradorn Srichaphan | Jamie Delgado Martin Lee          | 5:7, 6:3, 7:5 |
| 1999 (1) | Nuno Marques Tom Vanhoudt          | Marcos Ondruska Andrew Richardson | 6:4, 5:7, 6:1 |